# Podochilus imitans
Podochilus imitans är en orkidéart som beskrevs av Rudolf Schlechter. Podochilus imitans ingår i släktet Podochilus och familjen orkidéer. Inga underarter finns listade i Catalogue of Life.